# Новая надежда (партия, Польша)

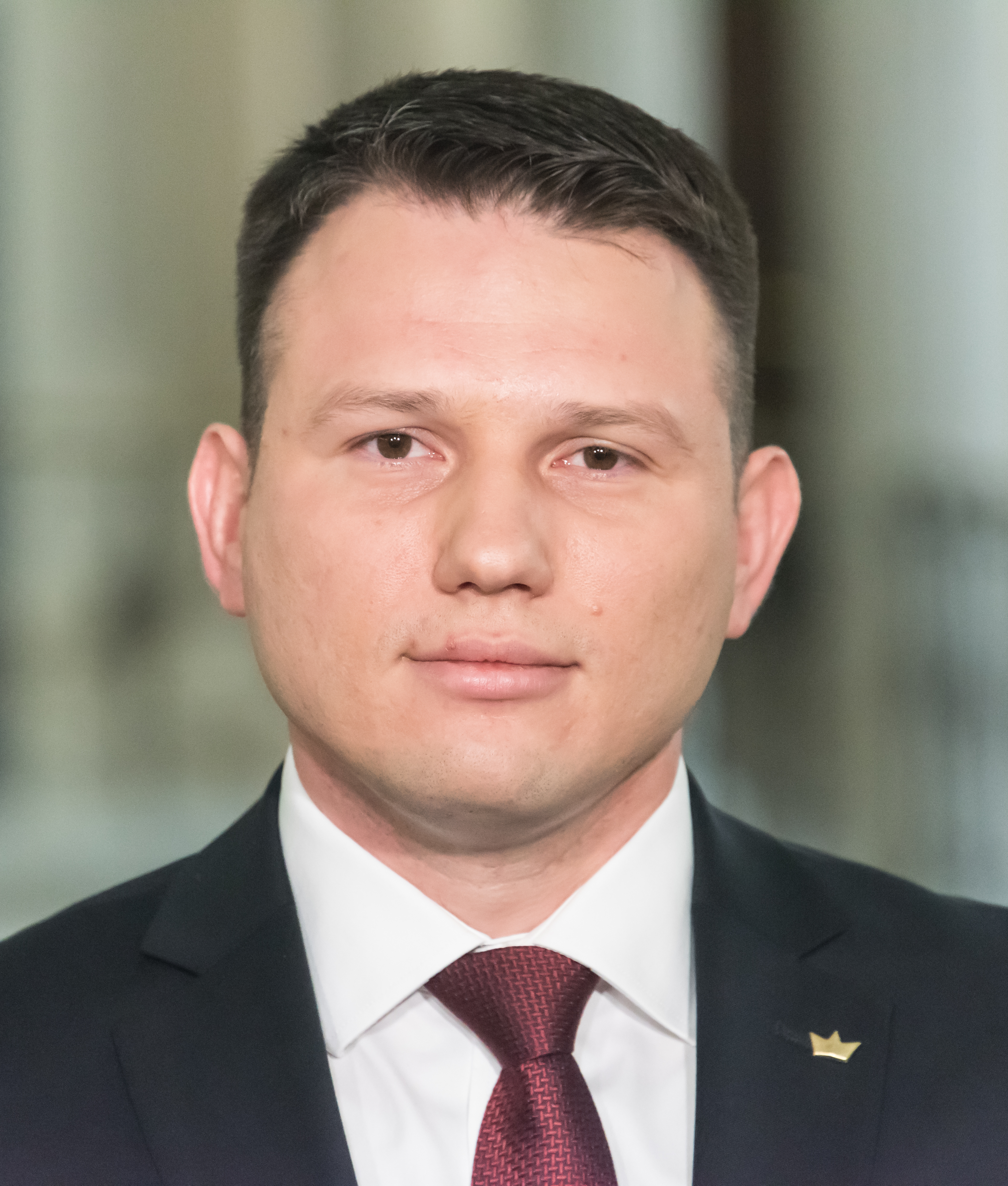
Лидер партии Славомир Ментцен

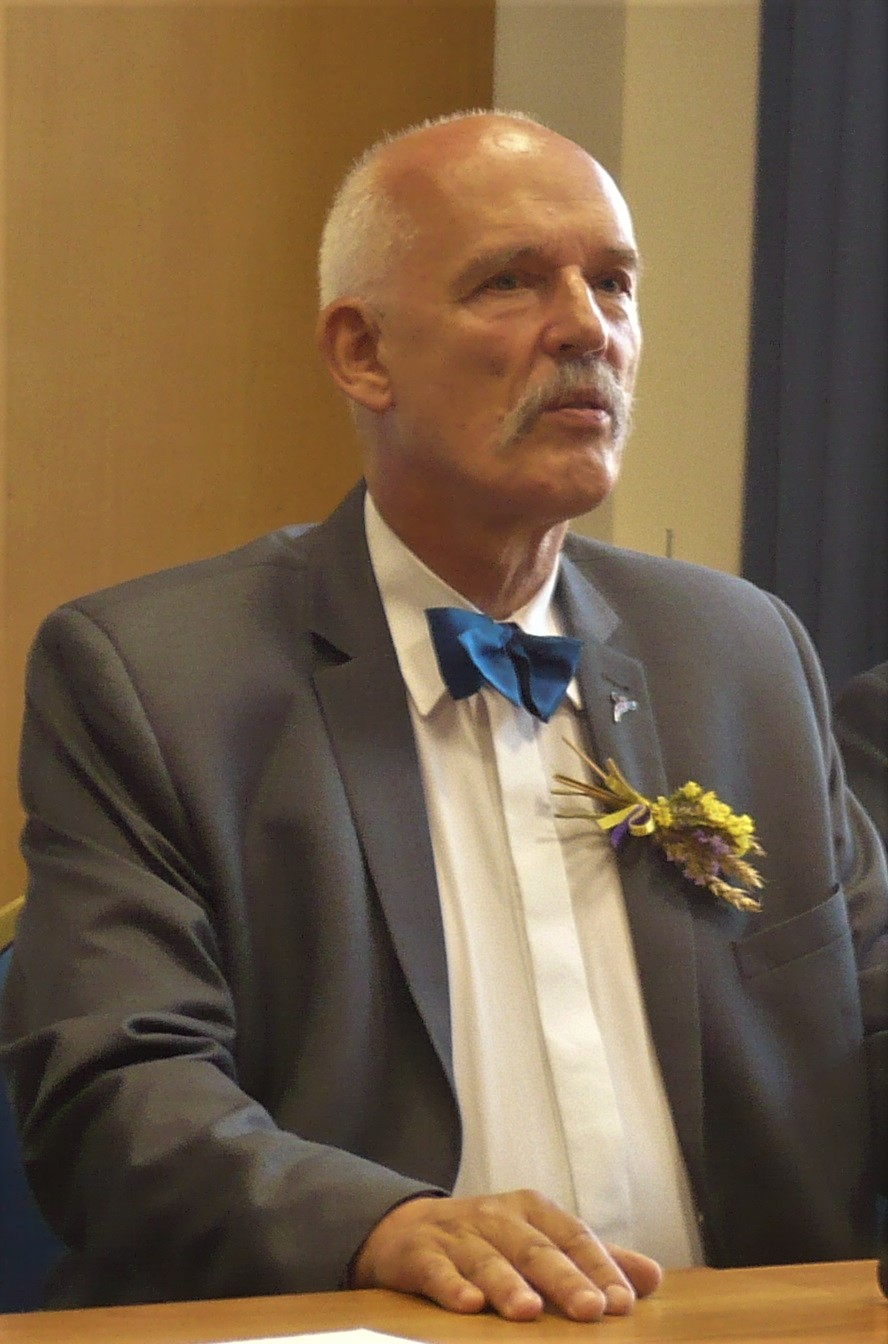
Основатель партии Януш Корвин-Микке

Новая надежда (пол. Nowa Nadzieja) — палеолибертарианская либертарианско-консервативная политическая партия Польши. До 29 ноября 2022 носила название Конфедерация обновления республики Свобода и Надежда, сокращённо КОРВИН (пол. Konfederacja Odnowy Rzeczypospolitej Wolność i Nadzieja или KORWiN), до 18 декабря 2021 называлась Коалиция обновления республики Свобода и Надежда (пол. Koalicja Odnowy Rzeczypospolitej Wolność i Nadzieja). С 2019 года партия входит в состав федеральной партии «Конфедерация свободы и независимости».

## История
22 января 2015 года было объявлено о создание партии европарламентария Януша Корвин-Микке, после того как он потерял председательство в Конгрессе новых правых 5 января 2015 года. Новая партия получила название «Свобода» (пол. Wolność).
На майских президентских выборах он был кандидатом от новой партии. Он получил 3,26 % голосов (486 084 голоса), что дало ему 4 место из 11 кандидатов. Заявление о регистрации партии было подано евродепутатами Янушем Корвин-Микке и Робертом Ивашкевичем, а также депутатом Пшемыславом Виплером. В середине сентября 2015 года к партии присоединились два депутата — Томаш Гурский и Ярослав Ягелло.
На октябрьских парламентских выборах партия зарегистрировала кандидатов во все избирательные округа в сейм и в 11 из 100 сенатских округов. Томаш Соммер стал представителем избирательного штаба. Списки Корвина также включали небольшую группу людей из других партий: пять членов Конгресса новых правых, два активиста Национального движения, представитель Либертарианской партии. Партия набрала 722 999 голосов или 4,76 % (заняв 7 место и не получив мандата, но получив право на получение субсидии из госбюджета).
В марте 2016 года Щепан Барщевский, кандидат от партии (также поддержанный Конгрессом новых правых), занял 4 место из 6 кандидатов в сенат на дополнительных выборах, получив 3,07 % голосов.
В апреле 2017 года один из основателей и вице-президент партии Пшемыслав Виплер объявил о прекращении своей политической деятельности, оставив партию. Спустя полгода группа активистов покинула партию, в том числе ряд региональных и районных лидеров (во главе с одним из вице-президентов партии Робертом Анаки). Некоторые из них позднее создали партию Согласие.
В ноябре 2017 года депутат Яцек Вильк из Конгресса новых правых присоединился к партии. В то время он состоял в движении Кукиз’15, из которого он вышел в феврале 2018 года. В марте 2018 года президент партии Януш Корвин-Микке покинул Европейский парламент, а освобождённый им мандат занял член партии Добромир Соснеж.
26 октября 2018 года бывший представитель движения Кукиз’15 и активист Союза реальной политики, член парламента Якуб Кулеша присоединился к партии.
6 декабря 2018 года Януш Корвин-Микке и лидер Национального движения Роберт Винницкий объявили, что их партии заключили соглашение о создании совместного объединения для выборов в Европейский парламент в мае 2019 года. В январе 2019 года к ним присоединились возглавляемая Гжегожем Брауном организация Пробуждение (впоследствии преобразованная в партию Конфедерация польской короны) и партия Эффективные Петра Лироя-Мажеца. В феврале альянс получил название Конфедерация Корвин Браун Лирой Националисты. Со временем, к ней присоединились созданная Мареком Якубяком партия Федерация для республики и Партия водителей. Активисты Корвина заполнили большинство мест в своих избирательных списках (которые были зарегистрированы во всех округах). Конфедерация получила 4,55 % голосов, не достигнув избирательного порога. 28 июня Конфедерация также объявила об участии в осенних парламентских выборах. 26 июля 2019 года было объявлено, что коалиционная партия была зарегистрирована судом под названием Конфедерация свободы и независимости. В августе 2019 года несколько членов руководства Корвина покинули партию, присоединившись к Эффективным (после того, как это партия покинула Конфедерацию).
На осенних парламентских выборах активисты Корвина заняли почти половину первых мест в списках Конфедерации, которая является одним из пяти общенациональных комитетов. Однако среди кандидатов в сенат они не оказались. Из 11 кандидатов Конфедерации, которые заняли места в парламенте, представители Корвина получили 5 мандатов. Депутатами стали Конрад Беркович, Артур Дзямбор, Януш Корвин-Микке, Якуб Кулеша и Добромир Соснеж.
Кандидат Конфедерации для президентских выборов 2020 года был выбран на праймериз, в котором участвовали 4 кандидата из Корвина: Конрад Беркович, Артур Дзамбор, Януш Корвин-Микке и Яцек Вильк. Последним выбыл Артур Дзамбор, проиграв Гжегожу Брауну из Конфедерации польской короны и Кшиштофу Босаку из Национального движения, который выиграл праймериз и стал кандидатом от всей Конфедерации. В июньском голосовании он занял 4 место с результатом 6,78 % голосов. Во втором туре Корвин вместе с остальной Конфедерацией не оказал поддержки ни одному из кандидатов.
На съезде 15 октября 2022 года новым председателем партии был избран Славомир Ментцен. Основатель партии Януш Корвин-Микке остался почётным председателем.
29 ноября того же года партия «КОРВИН» сменила свое название на «Новая надежда».

## Программа
Основные цели партии изложены в их уставе:
Партия преследует следующие цели, используя методы, предусмотренные Конституцией Республики Польша:
- восстановление основных ценностей нашей латинской культуры и цивилизации, а также христианских моральных основ общества;
- построение верховенства закона, справедливого и эффективного правительства на основе принципа субсидиарности;
- исполнение вечных стремлений человека к свободе;
- уважение частной собственности граждан и плодов их труда;
- добиваться реализации польских национальных интересов на международной арене и оптимальных условий развития Республики Польша;
- усиление роли семьи и создание благоприятных условий для её развития.

В октябре 2015 года была представлена на пресс-конференции и опубликована на официальном сайте партии программа Гордая богатая Польша. Большинство пунктов из нескольких десятков страниц публикации ранее были включены в программу Ассоциации «Республиканцы» Республиканская Польша. Программные предположения и тезисы. Среди постулатов были:
- принятие новой конституции, учитывающей принцип volenti non fit injuria[англ.] (нет обиды изъявившему согласие), и введение президентской системы;
- укрепление разделение властей путем введения запрета на совмещение должностей в законодательных, исполнительных и судебных органах (особенно функций депутата и министра);
- сокращение роли сейма до органа, определяющего размер налогов и контролирующего исполнительную власть, и сокращение числа министерств;
- создание Государственного совета из одиннадцати человек, избираемого сенатом и назначаемого президентом. По словам лидера партии, новый орган возьмёт на себя законодательную инициативу правительства[36];
- отмена подоходного налога и налога на прибыль, а также налога на наследство, и отмена обязательного пенсионного и медицинского страхования при соблюдении приобретенных прав;
- введение в конституцию запрета на принятие в мирное время дефицитного бюджета;
- восстановление суверенитета, которое требует, по мнению партии, отказа от Лиссабонского договора и восстановления договорной базы Европейского Союза;
- сокращение расходов на оборону в два раза;
- введение смертной казни.

Согласно уставу партии, ответственность за утверждение политической программы или программных документов несёт конгресс (на данный момент единственный конгресс был проведён в октябре 2016 года). В июле 2017 года публикация была удалена с главного сайта партии.

## Результаты выборов

### Парламентские выборы
| Год                           | Голоса    | %    | Мандаты |
| ----------------------------- | --------- | ---- | ------- |
| 2015                          | 722 999   | 4,76 | 0/460   |
| 2019 (в составе Конфедерации) | 1 256 953 | 6,81 | 5/460   |

### Президентские выборы
| Год                           | Кандидат          | Голоса    | %    |
| ----------------------------- | ----------------- | --------- | ---- |
| 2015                          | Януш Корвин-Микке | 486 084   | 3,26 |
| 2020 (в составе Конфедерации) | Кшиштоф Босак     | 1 317 380 | 6,78 |

### Местные выборы
| Год  | Голоса  | %    | Мандаты |
| ---- | ------- | ---- | ------- |
| 2018 | 245 317 | 1,59 | 0/552   |

### Выборы в Европейский парламент
| Год                           | Голоса  | %    | Место | Мандаты |
| ----------------------------- | ------- | ---- | ----- | ------- |
| 2019 (в составе Конфедерации) | 621 188 | 4,55 | 4/9   | 0/51    |